# Čigorinova obrana
Čigorinova obrana (ECO D07) je varianta dámského gambitu v šachovém zahájení zavřených her. Charakterizují ji tahy
1. d4 d5 2. c4 Jc6
Patří k méně častým odpovědím proti dámskému gambitu, občas je ale možné se s ní setkat.

## Historie
Pokračování zavedl do praxe na konci 19. století ruský mistr Michail Čigorin, který patřil ve své době k nejsilnějším hráčům světa. Pokračování se stalo téměř zapomenutým, od 90. let 20. století ho ale začal používat ruský velmistr Alexandr Morozevič a to i v partiích světové špičky.

## Strategie
Černý se ve středu snaží o figurovou protihru a nebojí se brzkého vývinu dámy. V řadě variant také černý mění střelce za jezdce a bílý má tak dvojici střelců. Tyto nedostatky se černý snaží kompenzovat aktivitou.

## Varianta 3. e3
1. d4 d5 2. c4 Jc6
- 3. e3 e5
  - 4. dxe5 d4 s kompenzací za pěšce
  - 4. cxd5 Dxd5 - 3. cxd5

## Varianta 3. Jf3
1. d4 d5 2. c4 Jc6 3. Jf3 Sg4
- 4. e3 e6 5. Jc3 Sb4 s protihrou
- 4. Da4 Sxf3
  - 5. exf3 e6 6. Jc3 Jge7 s dobrou hrou
  - 5. gxf3 e6 6. Jc3 se složitou pozicí
- 4. Jc3 e6
  - 5. cxd5 exd5 s vyrovnanou hrou
  - 5. Sf4 Sb4 6. e3 s hrou v rovnováze
  - 5. Sg5 f6 6. Sh4 Sb4 s nejasnou situací
- 4. cxd5 Sxf3
  - 5. dxc6 Sxc6 6. Jc3 e6 s protihrou
  - 5. gxf3 Dxd5 6. e3 e5 7. Jc3 Sb4
    - 8. a3 Sxc3 9. bxc3 s nejasnou hrou
    - 8. Sd2 Sxc3 9. bxc3 bílý má dvojici střelců proti dvěma jezdcům, černý ale má protišance

## Varianta 3. cxd5
1. d4 d5 2. c4 Jc6 3. cxd5 Dxd5
- 4. Jf3 e5 5. Jc3 Sb4
  - 6. e3 exd4 7. exd4 s vyrovnanou situací - přechází do odmítnuté variany Göringova gambitu
  - 6. Sd2 Sxc3 7. Sxc3 e4 s protihrou
- 4. e3 e5 5. Jc3 Sb4 6. Sd2 Sxc3
  - 7. Sxc3 exd4 8. Je2
    - 8... Sg4 9. f3 0-0-0 10. Jxd4 je pozice bílého perspektivnější
    - 8... Jf6 9. Jxd4 0-0 9. Jb5 Dg5 10. h4 Dh6 s nejasnou hrou

  - 7. bxc3 Jf6 8. f3 0-0 i když má bílý dvojici střelců, tak má černý řadu možností na zkomplikování situace

## Varianta 3. Jc3
3. Jc3 dxc4
- 4. d5 Je5!
  - 5. Dd4 Jg6 5. Dxc4 a6 s nejasnou situací
  - 5. f4
    - 5... Jd7 6. e4 Jb6 7. a4 a5 8. Se3 s nadějnější pozicí bílého
    - 5... Jg4 6. f5 J8h6 s komplikovanou hrou
- 4. Jf3 Jf6
  - 5. Da4 Jd5!? s protihrou
  - 5. d5 Ja5 s šancemi na obou stranách
  - 5. Sg5
    - 5... Jd5 s kompenzací bílého za pěšce
    - 5... h6

  - 5. e3 e5
    - 6. Sxc4 exd4 7. exd4 Sd6 bílý má za izolovaného pěšce aktivní pozici
    - 6. d5 Je7
      - 7. Jxe5 Jexd5 8. Sxc4 Se6 9. Sb5+ c6 10. Jxc6 bxc6 11. Sxc6+ Ke7 12. Sxa8 Dxa8 s kompenzací
      - 7. Sxc4 Jg6 8. h4 Sd6 9. h5 Jf8 10. h6 g6 se složitou pozicí

  - 5. e4 Sg4
    - 6. d5 Je5
    - 6. Se3 e6 7. Sxc4 Sb4 8. Dc2 0-0 9. Vd1
      - 9... De7 10. Se2 e5 11. d5 Jd4 s aktivitou za pěšce
      - 9... Je7 10. Se2 Sxc3+ 11. bxc3 c5 12. 0-0 Dc7 s protihrou[1]